# Sistemática
A sistemática é a área da biologia dedicada a inventariar e descrever a biodiversidade e compreender as relações filogenéticas entre os organismos. Inclui a taxonomia (ciência da descoberta, descrição e classificação das [espécies] e grupo de espécies, com suas normas e princípios) e também a filogenia (relações evolutivas entre os organismos). Em geral, diz-se que compreende a classificação dos diversos organismos vivos. Em biologia, os sistematas são os cientistas que classificam as espécies em outros taxa a fim de definir o modo como eles se relacionam evolutivamente.
O objetivo da classificação dos seres vivos, chamada taxonomia, foi inicialmente o de organizar as plantas e animais conhecidos em categorias que pudessem ser referidas. Posteriormente a classificação passou a respeitar as relações evolutivas entre organismos, organização mais natural do que a baseada apenas em características externas. Para isso se utilizam também características ecológicas, fisiológicas, e todas as outras que estiverem disponíveis para os táxons em questão. É a esse conjunto de investigações a respeito dos táxons que se dá o nome de Sistemática. Nos últimos anos têm sido tentadas classificações baseadas na semelhança entre genomas, com grandes avanços em algumas áreas, especialmente quando se juntam a essas informações aquelas oriundas dos outros campos da Biologia.
A classificação dos seres vivos é parte da sistemática, ciência que estuda as relações entre organismos, e que inclui a coleta, preservação e estudo de espécimes, e a análise dos dados vindos de várias áreas de pesquisa biológica. Nomenclatura é a atribuição de nomes (nome científico) a organismos e às categorias nas quais são classificados.
O nome científico é aceito em todas as línguas, e cada nome aplica-se apenas a uma espécie.
Há duas organizações internacionais que determinam as regras de nomenclatura, uma para zoologia e outra para botânica. Segundo as regras, o primeiro nome publicado (a partir do trabalho de Lineu) é o correcto, a menos que a espécie seja reclassificada, por exemplo em outro género. A reclassificação tem ocorrido com certa freqüência desde o século XX. O Código Internacional de Nomenclatura Zoológica preconiza que neste caso mantém-se a referência a quem primeiro descreveu a espécie, com o ano da descrição, entre parênteses, e não inclui o nome de quem reclassificou. Esta norma internacional decorre, entre outras coisas, do fato de ser ainda nova a abordagem genética da taxonomia, sujeita a revisão devido a novas pesquisas científicas, ou simplesmente a definição de novos parâmetros para a delimitação de um táxon, que podem ser morfológicos, ecológicos, comportamentais etc.

## História
O primeiro sistema de classificação foi o de Aristóteles no século IV a.C., que ordenou os animais pelo tipo de reprodução e por terem ou não sangue vermelho. O seu discípulo Teofrasto classificou as plantas por seu uso e forma de cultivo.
Nos séculos XVII e XVIII os botânicos e zoólogos começaram a delinear o actual sistema de categorias, ainda baseados em características anatômicas superficiais. No entanto, como a ancestralidade comum pode ser a causa de tais semelhanças, este sistema demonstrou aproximar-se da natureza, e continua sendo a base da classificação actual. Lineu fez o primeiro trabalho extenso de categorização, em 1758, criando a hierarquia actual.
A partir de Darwin a evolução passou a ser considerada como paradigma central da Biologia, e com isso evidências da paleontologia sobre formas ancestrais, e da embriologia sobre semelhanças nos primeiros estágios de vida. No século XX, a genética e a fisiologia tornaram-se importantes na classificação, como o uso recente da genética molecular na comparação de códigos genéticos. Programas de computador específicos são usados na análise matemática dos dados.
Assim como outras ciências que se ocupam de sistemas complexos e determinados por uma história concreta, a sistemática beneficiou com novas técnicas da estatística descritiva, e desde o fim do século XIX em especial a estatística multivariável, a meio do século XX.
Em fevereiro de 2005 Edward Osborne Wilson, professor aposentado da Universidade Harvard, onde cunhou o termo biodiversidade e participou da fundação da sociobiologia, ao defender um "projeto genoma" da biodiversidade da Terra, propôs a criação de uma base de dados digital com fotos detalhadas de todas a espécies vivas e a finalização do projeto Árvore da vida. Em contraposição a uma sistemática baseada na biologia celular e molecular, Wilson vê a necessidade da sistemática descritiva para preservar a biodiversidade.
Do ponto de vista econômico, defendem Wilson, Peter Raven e Dan Brooks, a sistemática pode trazer conhecimentos úteis na biotecnologia, e na contenção de doenças emergentes. Mais da metade das espécies do planeta é parasita, e a maioria delas ainda é desconhecida.

## Reinos
Tradicionalmente os seres vivos eram divididos em dois reinos: Plantas e Animais. Como muitos seres simples não cabem nesta divisão, em 1866 Ernst Heinrich Haeckel propôs a categoria Protista, incluindo algas, fungos, protozoários e bactérias, No século XX a classificação mais aceite passou a ter cinco reinos: Protista (protozoários e algumas algas), Monera (bactérias procariontes, e cianobactérias ou algas azuis), Fungi, Plantae e Animalia.
Recentemente a análise genética levou a propor o grupo Archaea para as Archaebactérias, e mais dois grupos: as outras bactérias e os eucariontes (organismos que têm núcleo celular: fungos, plantas e animais).
No entanto, estudos recentes passaram a aceitar o sistema de sete reinos (Bacteria, Archea, Protozoa, Animalia, Fungi, Plantae e Chromista). O reino Chromista engloba alguns grupos de algas como as Phaeophyta, Chrysophyta e Bacillariophyta (Diatomáceas) que possuem cloroplasto com 4 membranas, localizado no lumem do retículo endoplasmático rugoso e originado de uma simbiose secundária.
Considerando-se os organismos fotossintetizantes envolvidos nesta nova divisão dos reinos, uma das principais características definidoras das linhagens evolutivas é justamente a origem do cloroplasto:
- Cianobactérias: Sem cloroplasto, pigmento difuso no citoplasma
- Plantas: Simbiose primária (Protista + cianobactéria), cloroplasto com duas membranas.
- Protistas (Euglenas e Dinoflagelados): Simbiose secundária ou terciária (Protista + planta), cloroplasto com 3 membranas
- Chromistas: Simbiose secundária (Protista + Planta), cloroplasto com 4 membranas.

## Super Reinos
- Procariota
- Eucariota

## Categorias
Os reinos são divididos num sistema hierárquico de categorias chamadas taxa (plural de taxon). Cada taxon inclui os que o sucedem. Tradicionalmente são eles:
- Domínio (mais recente)
- Reino
- Filo (ou divisão, em botânica)
- Classe
- Ordem
- Família
- Género
- Espécie

Há categorias intermediárias, incluídas quando é necessário fazer distinções.
Assim, por exemplo, em botânica, além  de divisão, que equivale ao filo no reino animal, existem também série e secção.
Uma sequência hierárquica mais completa seria:
- Domínio (ou Super-Reino)
  - Reino
    - Subreino
      - Ramo
        - Infrareino
- Superfilo (ou Superdivisão na botânica)
  - Filo (ou Divisão na botânica)
    - Subfilo (ou Subdivisão na botânica)
      - Infrafilo (ou Infradivisão na botânica)
        - Microfilo
- Supercoorte (botânica)
  - Coorte (botânica)
    - Subcoorte (botânica)
      - Infracoorte ( botânica)
- Superclasse
  - Classe
    - Subclasse
      - Infraclasse
        - Parvclasse
- Superdivisão (Zoologia)
  - Divisão (Zoologia)
    - Subdivisão (Zoologia)
      - Infradivisão (Zoologia)
- Superlegião (Zoologia)
  - Legião (Zoologia)
    - Sublegião (Zoologia)
      - Infralegião (Zoologia)
- Supercoorte (Zoologia)
  - Coorte (Zoologia)
    - Subcoorte (Zoologia)
      - Infracoorte (Zoologia)
- Gigaordem (Zoologia)
  - Magnordem ou Megaordem (Zoologia)
    - Gradordem ou Capaxordem (Zoologia)
      - Mirorder ou Hiperordem (Zoologia)
        - Superordem
          - Série (para peixes)
            - Ordem
              - Parvordem (posição em algumas classificações zoológicas)
                - Nanordem (Zoologia)
                  - Hipoordem (Zoologia)
                    - Minordem (Zoologia)
                      - Subordem
                        - Infra-ordem
                          - Parvordem (posição usual) ou Microordem (Zoologia)
- Seção (Zoologia)
  - Subseção (Zoologia)
- Gigafamília (Zoologia)
  - Megafamília (Zoologia)
    - Gradfamília (Zoologia)
      - Hiperfamília (Zoologia)
        - Superfamília
          - Epifamília (Zoologia)
            - Séries (para os Lepidoptera)
              - Grupo (para os Lepidoptera)
                - Família
                  - Subfamília
                    - Infrafamília
- Supertribo
  - Tribo
    - Subtribo
      - Infratribo
- Gênero
  - Subgênero
    - Seção (botânica)
      - Subseção (botânica)
        - Série (botânica)
          - Subsérie (botânica)
- Superespécie
  - Espécie
    - Subespécie (ou Forma Especial para Fungos, ou Variedade para Bactérias)
      - Variedade (Botânica) ou Forma/Morf (Zoologia)
        - Subvariedade (Botânica)
          - Forma (Botânica)
            - Subforma (Botânica)

Hoje em dia o taxon mais claro é a espécie: populações de indivíduos geneticamente semelhantes que potencialmente cruzam entre si em condições naturais (definição mais difundida de espécie), o que não significa que o conceito de espécie esteja bem esclarecido por a esse enunciado, pois ele não abrange, por exemplo, organismos que fazem apenas reprodução assexuada. Mecanismos de especiação, como isolamento geográfico, podem levar uma espécie a originar outra. Nos casos excepcionais de cruzamento interespecífico, praticamente em todos os casos, os descendentes são estéreis. Quando as populações de uma espécie são muito diferentes morfologicamente, são chamadas subespécies, raças ou variedades.
O género inclui espécies relacionadas, reconhecidas popularmente como aparentadas, como o cão e o lobo.
Biólogos, em 2016, identificaram a assinatura molecular do reino animal, fornecendo evidências genéticas para a classificação animal de sistema de Carl von Linné, que tem sido utilizada por quase 300 anos.

## Nomenclatura binomial
O sistema atual identifica cada espécie por dois nomes em latim: o primeiro, em maiúscula, é o género, o segundo, em minúscula, é o epíteto específico. Os dois nomes juntos formam o nome da espécie. Os nomes científicos podem vir do nome do cientista que descreveu a espécie, de um nome popular desta, de uma característica que apresente, do lugar onde ocorre, e outros. Por convenção internacional, o nome do género e da espécie é impresso em itálico, o dos outros táxons não. Os nomes científicos não devem ser precedidos de artigo definido. Subespécies têm um nome composto por três palavras: género, restritivo especifico e restritivo subespecífico. Quando dois nomes científicos diferentes se referem à mesma espécie, eles são considerados sinônimos.